# Sinagoga de Besalú
La sinagoga de Besalú és un conjunt arqueològic de Besalú (Garrotxa). Comprèn les restes de l'antiga sinagoga medieval, el micvé o banys rituals, el pati i la sala d'oracions. El 2013, el conjunt de la sinagoga de Besalú va ser declarat Bé Cultural d'Interès Nacional (BCIN) en la categoria de zona arqueològica pel departament de Cultura de la Generalitat de Catalunya.

## Descripció

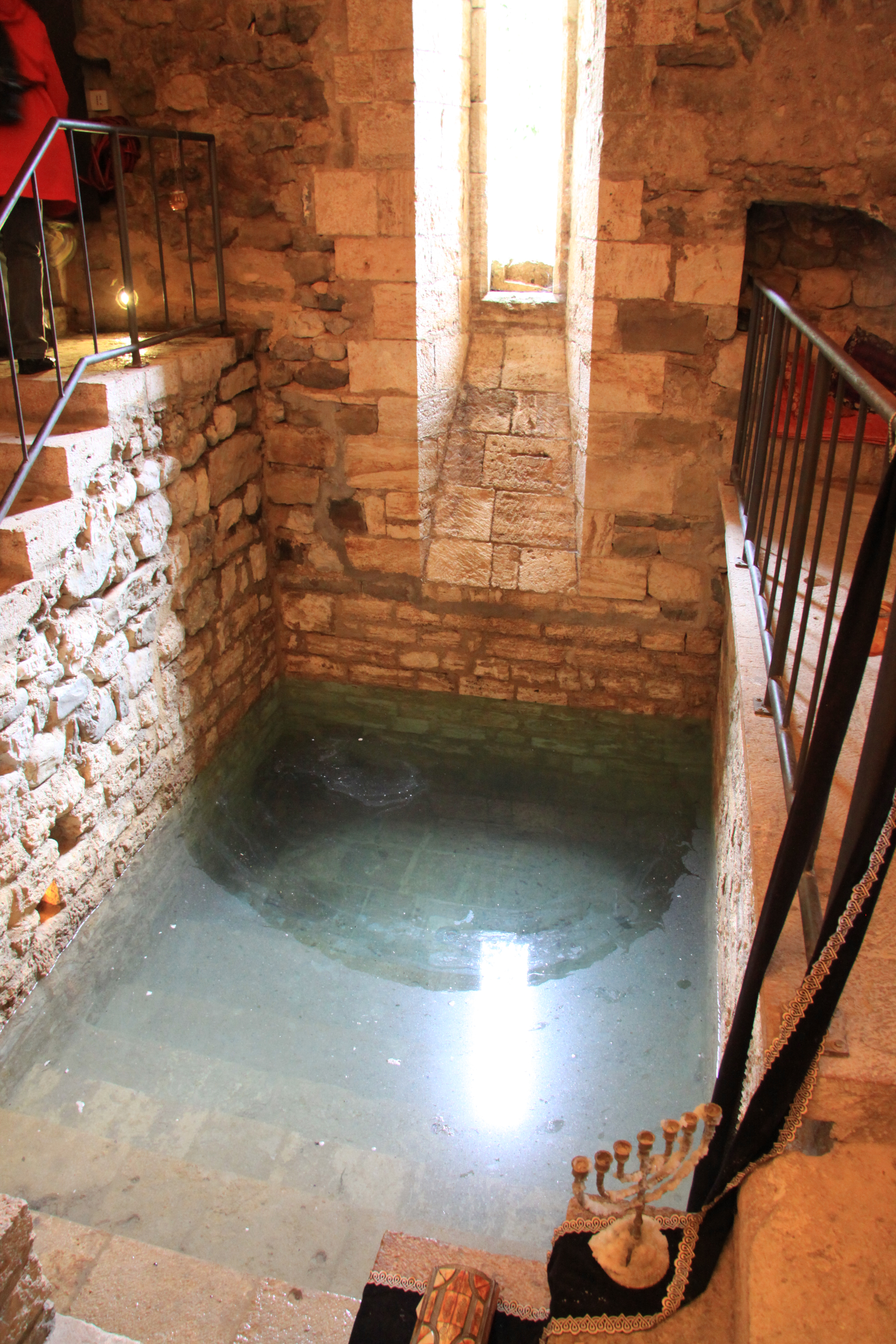
Micvé de Besalú

Es tracta d'un dels pocs conjunts sinagogals que es conserven a Europa i destaca no només per les restes arqueològiques amb un elevat grau de conservació, ja que estan pràcticament intactes sinó també pel fet que hi ha documentació d'època medieval. Destaca especialment en el conjunt el micvé pel seu excel·lent estat de conservació. Els banys eren usats tant per homes com per dones i també s'hi purificaven objectes d'ús personal com vaixelles i estris usats durant Péssah, la pasqua jueva que commemora l'èxode dels hebreus a Egipte. La sala és un espai rectangular subterrani cobert amb volta de canó i una finestra que il·lumina l'estança. Un seguit de replans i 36 graons ens condueixen fins a la piscina, de planta rectangular. És el primer edifici d'aquestes característiques trobat a Espanya i el tercer trobat fins al moment a Europa.
Altres espais del conjunt són el pati on es realitzaven festivals i casaments; l'escola, on s'impartien classes a nens i adolescents, i la sala d'oració, amb galeria superior per a les dones separada de l'espai per als homes. La sinagoga no només tenia usos religiosos sinó que també s'hi celebraven reunions civils. Els treballs de museïtzació de la zona s'han concretat en dues fases. La primera ha suposat la recuperació de la fisonomia original de la sinagoga, datada del segle xiii, i la recuperació d'elements relacionats amb les activitats hidràuliques de l'edifici el 1601. La segona fase ha consistit en l'adequació de la plaça i l'obertura del Portal dels Jueus a la façana fluvial.

### El micvé
El micvé de Besalú va ser descobert l'any 1964 pel senyor Esteve Arboix, propietari del terreny situat al damunt de la sala i que es troba en el mateix lloc on s'havia documentat la sinagoga de Besalú. El 2013, el conjunt de la sinagoga de Besalú va ser declarat Bé Cultural d'Interès Nacional (BCIN) en la categoria de zona arqueològica pel departament de Cultura de la Generalitat de Catalunya.
Després de la inesperada troballa i de completar-ne l'excavació es va demanar assessorament al rabí Chilli de París, que hi va acudir acompanyat del rabí de Perpinyà, per tal de fer-ne la valoració. Els dos rabins van confirmar que la troballa, tenint en compte les seves mesures de capacitat d'aigua (40 saha), era un micvé.
És el primer edifici d'aquestes característiques descobert a Espanya i el tercer trobat a Europa fins a l'actualitat.
Pel que fa a la seva descripció, el micvé de Besalú es compon d'una sala rectangular subterrània a la qual s'accedeix per trenta-sis graons. L'edifici és d'estil romànic i va ser construït amb pedra tallada o carreus de travertí. Té una finestra espitllera amb volta de canó situada a l'est de l'edificació i des de la piscina s'observa un forat al tercer graó que, suposadament, canalitzava l'aigua que procedia d'un espai contigu que tenia per finalitat regular el cabal de la font natural d'aigua.